# Fluorenon
Fluorenon ist ein Derivat des Fluorens (ein polycyclischer aromatischer Kohlenwasserstoff) und gehört zur Gruppe der Aromaten und der Ketone. Unterschied zum Fluoren ist die Ketogruppe am Fünfring (in der 9-Position).

## Geschichte
Derivate des Fluorenons waren die ersten Medikamente weltweit mit einer nachgewiesenen Wirksamkeit gegen Viren in Nagetieren (Tiloron, seit ca. 1970). Die klinische Anwendung wurde jedoch aufgrund fehlender Wirksamkeit im Menschen eingestellt.

## Gewinnung und Darstellung
Fluorenon wird durch Oxidation von Fluoren im basischen Milieu hergestellt:
Weiterhin entsteht es (wie das Fluoren) in geringer Konzentration auch bei der Verbrennung von Benzin und Diesel.

## Eigenschaften
Der reine Stoff ist eine brennbare, gelbe, kristalline Festsubstanz. Fluorenon besitzt in Lösung eine auffällige, intensive Färbung, welche seine Verwendung in der Chromatographie erklärt. Die im Vergleich zu Fluoren dunklere (gelbe) Farbe resultiert aus der Erweiterung des aromatischen Systems auf das Sauerstoffatom (durch konjugierte Doppelbindungen).

## Verwendung
Fluorenon wird als Farbstoff bei der Säulenchromatographie eingesetzt. Einige Derivate wurden schon früher als Anti-Viren-Medikamente (Virostatika) verwendet. Zurzeit laufen Forschungen zur Entwicklung von neuen Chemotherapeutika und Virostatika aus Fluorenon (analog dem Tiloron). Durch passende Substituenten am Molekül soll die Wirksamkeit maximiert und die Nebenwirkungen sollen minimiert werden. Außerdem wird der Wachstumsregulator Chlorflurenol aus Fluorenon synthetisiert.

## Sicherheitshinweise
Fluorenon wirkt nicht akut toxisch. Es ist ein starkes Mitogen. Deswegen vermutete karzinogene Eigenschaften lassen sich nicht belegen. Das Fluorenderivat 4-Acetylaminofluoren (AAF) hingegen wirkt auf Tier und Mensch krebserzeugend.